# Heiner Bartling

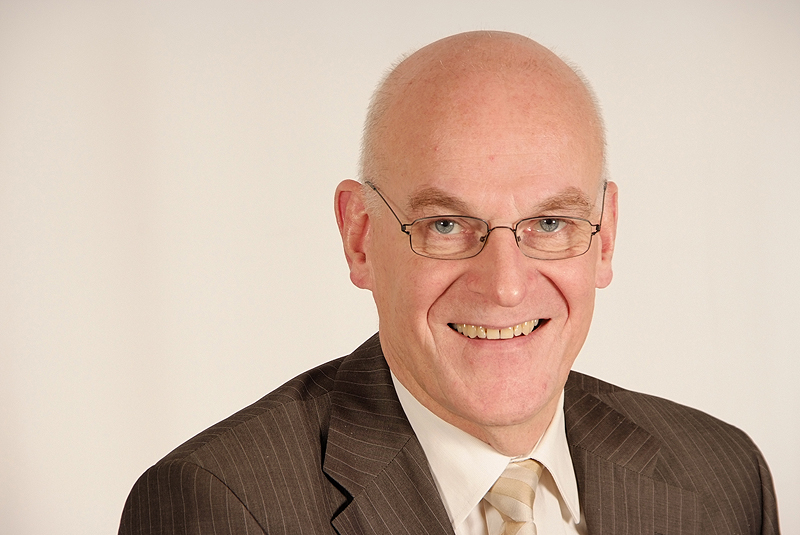
Heiner Bartling 2009

Heiner Bartling (* 4. September 1946 in Steinbergen, heute zu Rinteln) ist ein deutscher Pädagoge und SPD-Politiker. Er war von 1998 bis 2003 niedersächsischer Innenminister.

## Leben
Der Sohn eines Landwirtes besuchte die Volks- und Mittelschule, die er 1964 mit der Mittleren Reife beendete.
Nach einer Ausbildung zum Industriekaufmann in einer Lederfabrik in Stadthagen war er drei Jahre freiwillig Soldat und schied als Leutnant aus (heute ist er Oberstleutnant der Reserve).
Er studierte von 1970 bis 1973 Betriebswirtschaftslehre an der Fachhochschule Bielefeld und von 1974 bis 1978 Politikwissenschaften und Wirtschaftspädagogik an der Universität Braunschweig und schloss mit Staatsexamen für das höhere Lehramt ab. In dem Jahr zwischen den Studien arbeitet er als Lehrer. Von 1978 bis 1986 unterrichtete er als Studienrat an der Kreishandelslehranstalt in Rinteln.
Seit 2004 ist Bartling Präsident des Niedersächsischen Turnerbundes (NTB) und wurde 2012 für weitere vier Jahre im Amt wiedergewählt. Außerdem ist er Vorsitzender der Deutsch-Türkischen-Gesellschaft Niedersachsen-Bremen e. V.

## Politik
Bartling wurde 1972 Mitglied der SPD und war auf Orts-, Stadt- und Unterbezirksebene in verschiedenen Funktionen tätig. Er war bis 2007 für 20 Jahre Vorsitzender des SPD-Unterbezirks Schaumburg.
1974 wurde er Mitglied im Ortsrat der Ortschaft Steinbergen, 1986 übernahm er den Posten des Ortsbürgermeisters und wurde bei der Kommunalwahl 2011 bestätigt. 2018 legte er sein Amt als Ortsbürgermeister zurück. Seit 1981 vertritt er die SPD im Stadtrat von Rinteln.
Seit 1986 gehörte er dem Niedersächsischen Landtag an. Bei der Landtagswahl 2003 verpasste er das Direktmandat, zog über die Landesliste seiner Partei in den Landtag ein und konnte 2008 seinen Landtagswahlkreis Schaumburg wieder direkt gewinnen. Bei der Landtagswahl 2013 kandidierte er im Wahlkreis 38 Hameln/Rinteln und verlor dort sein Direktmandat an seinen Mitbewerber von der CDU. Da er keinen sicheren Listenplatz hatte, schied er aus dem Niedersächsischen Landtag aus.
Von 1998 bis 2003 amtierte Bartling als Innenminister Niedersachsens. Ab 2003 war er innenpolitischer Sprecher seiner Fraktion. Dem als „Zukunftsteam“ bezeichneten Schattenkabinett des niedersächsischen SPD-Spitzenkandidaten Wolfgang Jüttner zur Landtagswahl 2008 gehörte Bartling als Innenexperte an.